# NGC 2472
NGC 2472 ist eine Galaxie vom Hubble-Typ S? im Sternbild Luchs am Nordsternhimmel. Sie ist schätzungsweise 260 Millionen Lichtjahre von der Milchstraße entfernt und hat einen Durchmesser von etwa 40.000 Lichtjahren.

Im selben Himmelsareal befinden sich u. a. die Galaxien NGC 2458, NGC 2463, NGC 2468, NGC 2469.
Das Objekt wurde am 20. Februar 1851 von Bindon Blood Stoney entdeckt. Jedoch ist NGC 2472 eines der acht von Stoney beobachteten Objekte, deren Identifizierung problematisch ist. Die Datenbanken Simbad und Leda geben an, dass es sich um die Galaxie PGC 22364 (wie in der Infobox beschrieben) handelt. Professor Seligman weist jedoch darauf hin, dass diese Identifizierung historisch nicht korrekt ist, da NGC 2472 und NGC 2473 nie so genau beobachtet wurden, dass sie mit diesen beiden Galaxien hätten identifiziert werden können. Es handelt sich seiner Meinung nach um ein verlorenes oder nicht existierendes Objekt.